# Henri Arnault de Zwolle
Pour les articles homonymes, voir Arnault et Zwolle (homonymie).

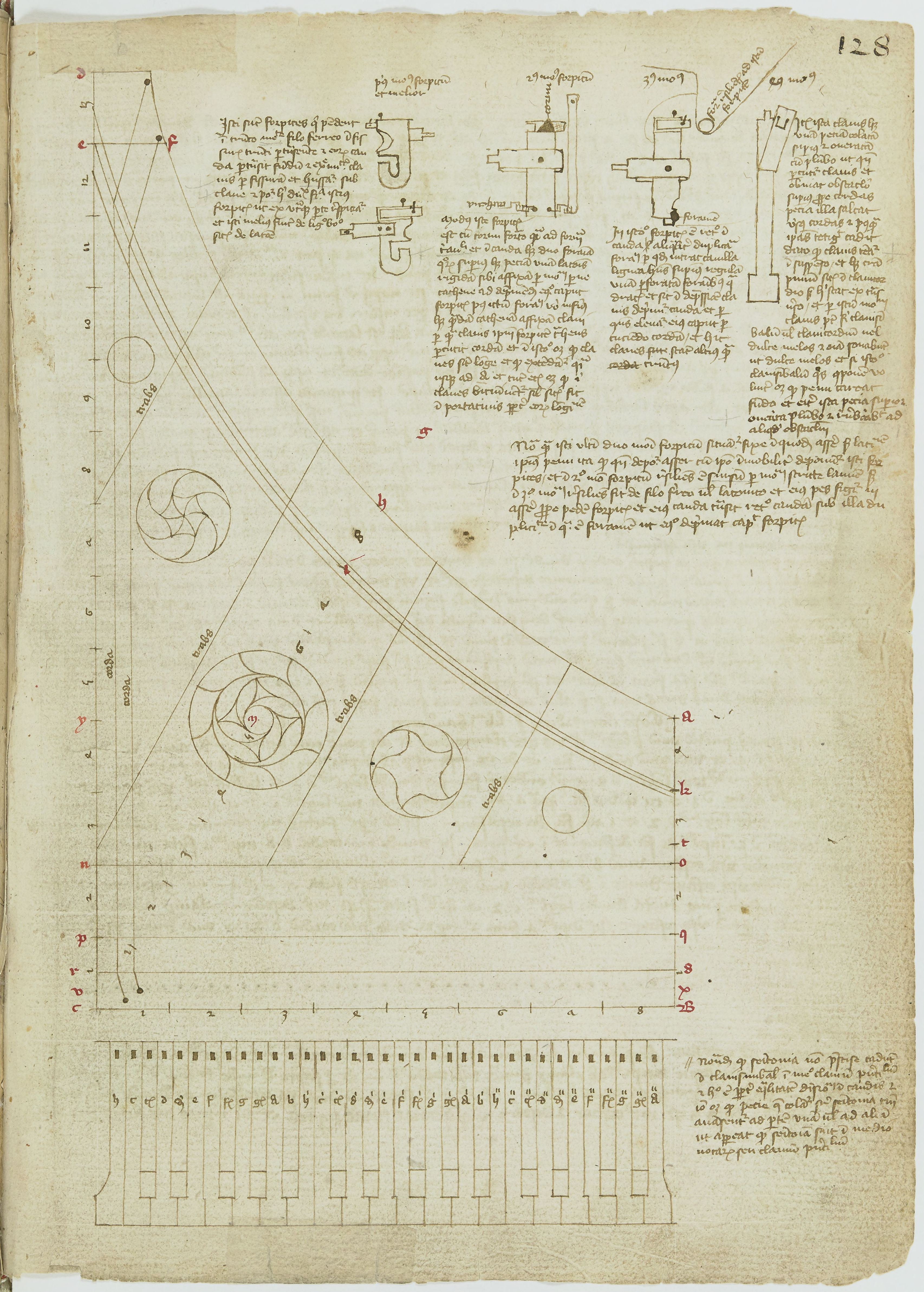
Schéma tiré du manuscrit d'Arnault de Zwolle

Henri Arnault de Zwolle, né vers 1400 à Zwolle et mort le 6 septembre 1466 à Paris est un médecin, astronome et organiste qui a été au service du duc de Bourgogne Philippe le Bon.
Plus tard, il semble qu'il ait été au service des rois de France Charles VII et Louis XI.

## Biographie
Arnault est probablement originaire de la région de Zwolle aux Pays-Bas. À l'adolescence, il fréquente l'université de Paris où il suit des études de médecine. Il deviendra maître en médecine et rencontrera un dénommé Jean Fusoris, lui-même diplômé en médecine. Ce dernier, constructeur d'instruments astronomiques, le prend probablement comme scolare. C'est auprès de son ainé de trente-cinq ans qu'il acquerra des connaissances scientifiques sur le calcul des horloges et le tracé des cadrans solaires.
On le retrouve plus tard au service de Philippe le Bon, duc de Bourgogne, dans sa capitale de Dijon où il séjournera alors. « Ses activités comme astrologue , comme médecin et comme homme de science à la cour de Bourgogne semblent avoir été considérables » ; il touche alors une pension annuelle de cent livres tournois.
Possiblement, entre 1454 et 1462, il revient à Paris où il prend du service comme astrologien auprès des rois Charles VII ? et Louis XI. Il y mourra de la peste en 1466. Son corps sera transféré et enseveli en l'église Saint-Étienne de Dijon le six septembre.

## Œuvres

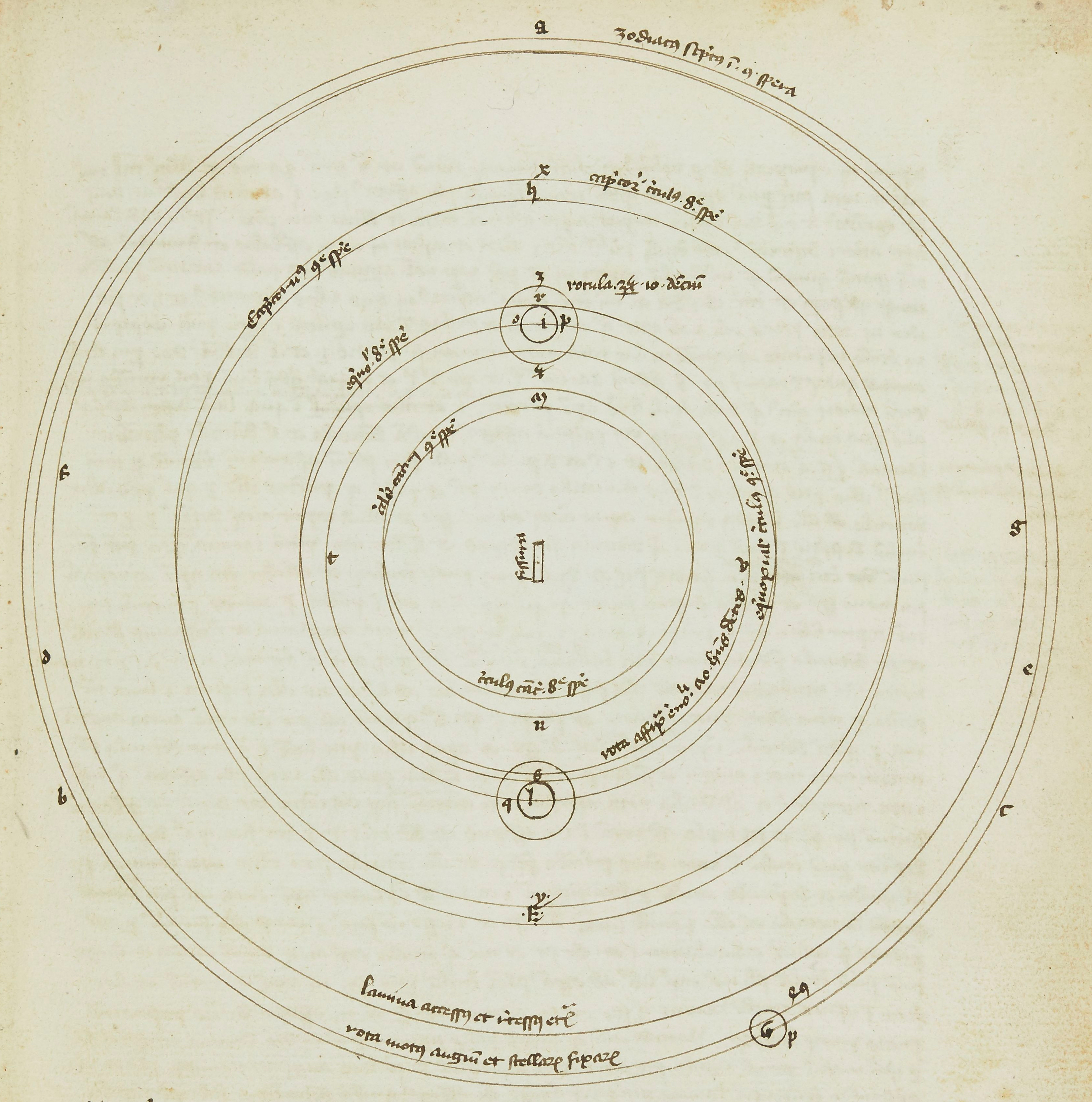
Le système planétaire.

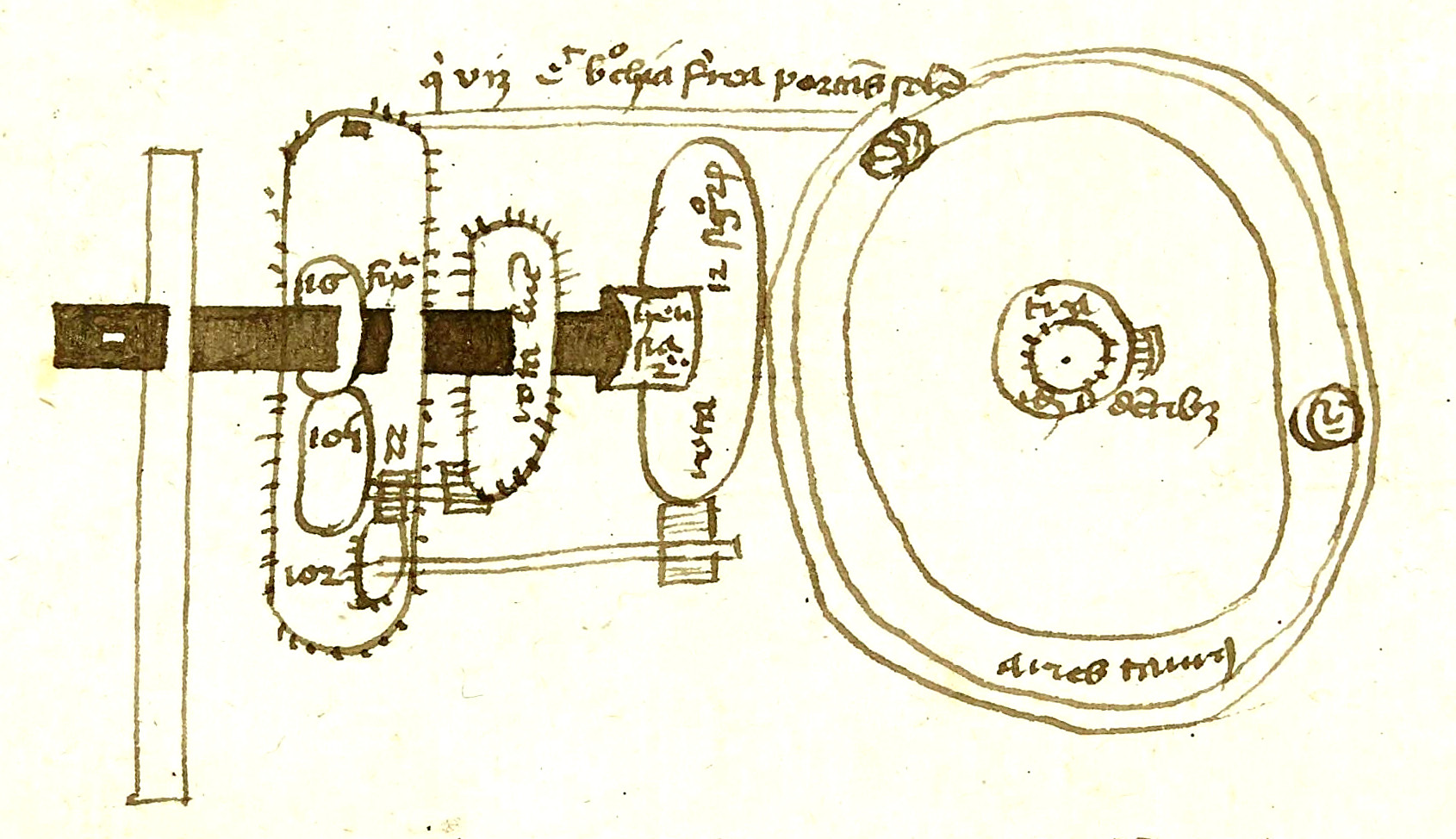
Rouages pour la Lune et le Soleil.

### Astronomie
Le manuscrit latin 7295 dont une partie est de la main d'Arnault renferme des informations sur les horloges et sur les cadrans solaires. Cette partie astronomique du manuscrit date des années 1430-1450.

#### Horloges
Les sources sur les horloges sont assez concordantes mais contradictoires sur les dates.
- Au XIXe siècle, une première source indique : « En 1427, le duc de Bourgogne paye  1 000 livres  à Henri de Zwolle, docteur en médecine pour recompensation d'un orloige qu'il a fait pour le duc, contenant le mouvement de planètes, des signes et des étoiles (d'après des registres de la ville de Dijon.) »[3].
- Emmanuel Poulle, dans une note précise qu'Arnault reçut en janvier 1446, trois cents saluts d'or pour « ung orloge contenans le vrai cours des sept planètes » et en 1454, mille francs de monnaie royale, pour « certain notable et subtil ouvrage… du mouvement des sept planettes et… ». Il en déduit prudemment que le premier instrument pourrait correspondre à une horloge planétaire - telle celle de Dondi - et, le deuxième pourrait être un équatoire semblable à celui qu'à réalisé son maître, Jean Fusoris[4].

Emmanuel Poulle, en  analysant le contenu du manuscrit lat. 7295 constate que beaucoup de dessins sont des dessins du même type que ceux de l'horloge astronomique de Bourges, fait de Fusoris. Le manuscrit comporte de nombreux dessins de rouages d'horlogerie, des pages de calculs, le tout pouvant être attribué à Henri Arnault ; ce dernier se réfère à Fusoris, notamment pour l'horloge planétaire analogue à celle de Dondi .

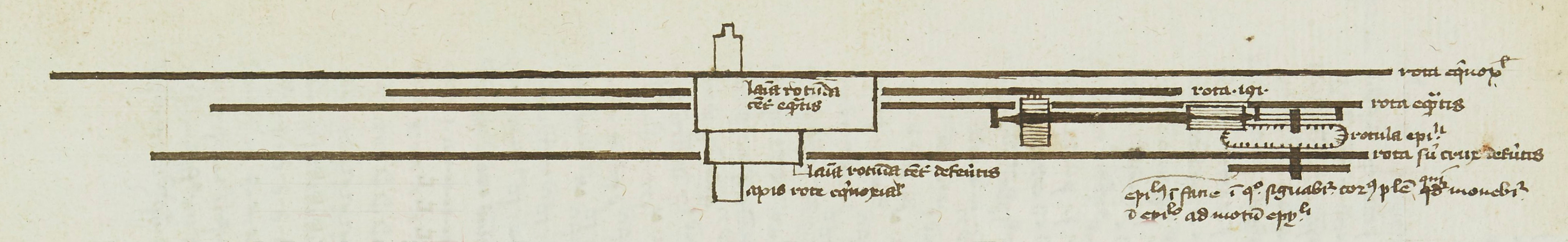
Vue en coupe du mécanisme du Soleil.

#### Cadrans solaires

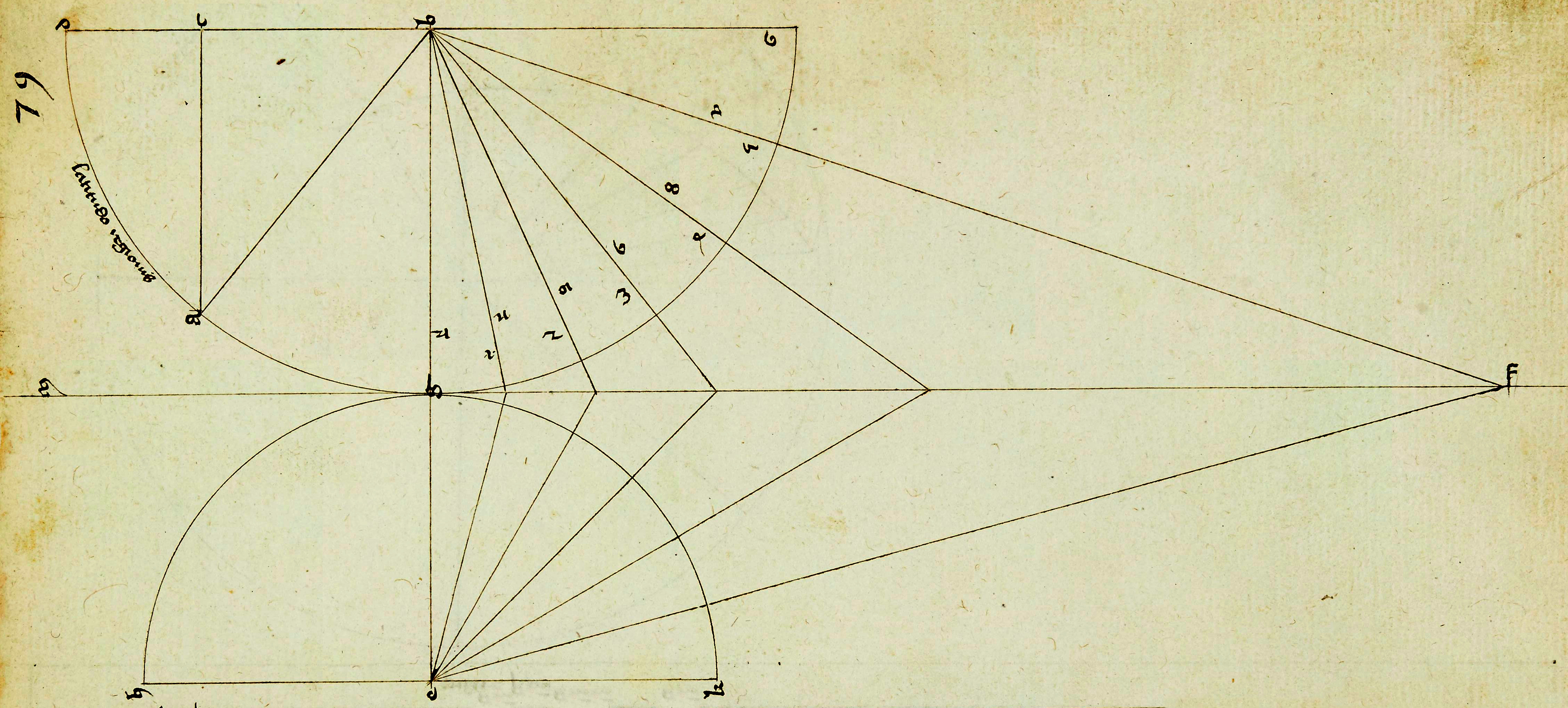
Epure pour un cadran horizontal à Bruxelles, latitude 52°N.

Le manuscrit lat. 7295, analysé par E. Poulle comporte aussi des dessins, tableaux et notes de gnomonique, distribués un peu de façon disparate. Les heures précisées sont des heures égales.
Tout d'abord, on y trouve des tables pour la construction de cadrans de berger (horloge des voyageurs ou cylindre) pour les latitudes de Bruxelles 50° et de Dijon 47°. Les hauteurs sont dites calculées avec l'astrolabe. Une note fait référence à des cylindres faits, avec ces latitudes, pour le seigneur duc, l'un de ces cylindres étant en or.
Plus loin, on trouve une épure de géométrie descriptive pour construire un cadran solaire horizontal pour la latitude de Bruxelles. Cette épure est antérieure de plus de 75 ans à une épure du même type d'  Albrecht Dürer parue dans son ouvrage Instructions pour la mesure à la règle et au compas de 1525.
On y trouve aussi :
- Fol. 75v. Un dessin et note sur un cadran solaire horizontal construit à Dijon en 1446.
- Fol. 91-97. Des notes et dessins de gnomonique sur la construction de deux cadrans solaires à Bruxelles, dont l'un pour Jean Russy et des notes et graphiques pour la construction de cadrans solaires pour la latitude de Dijon. Un de ces cadrans est vertical et déclinant.

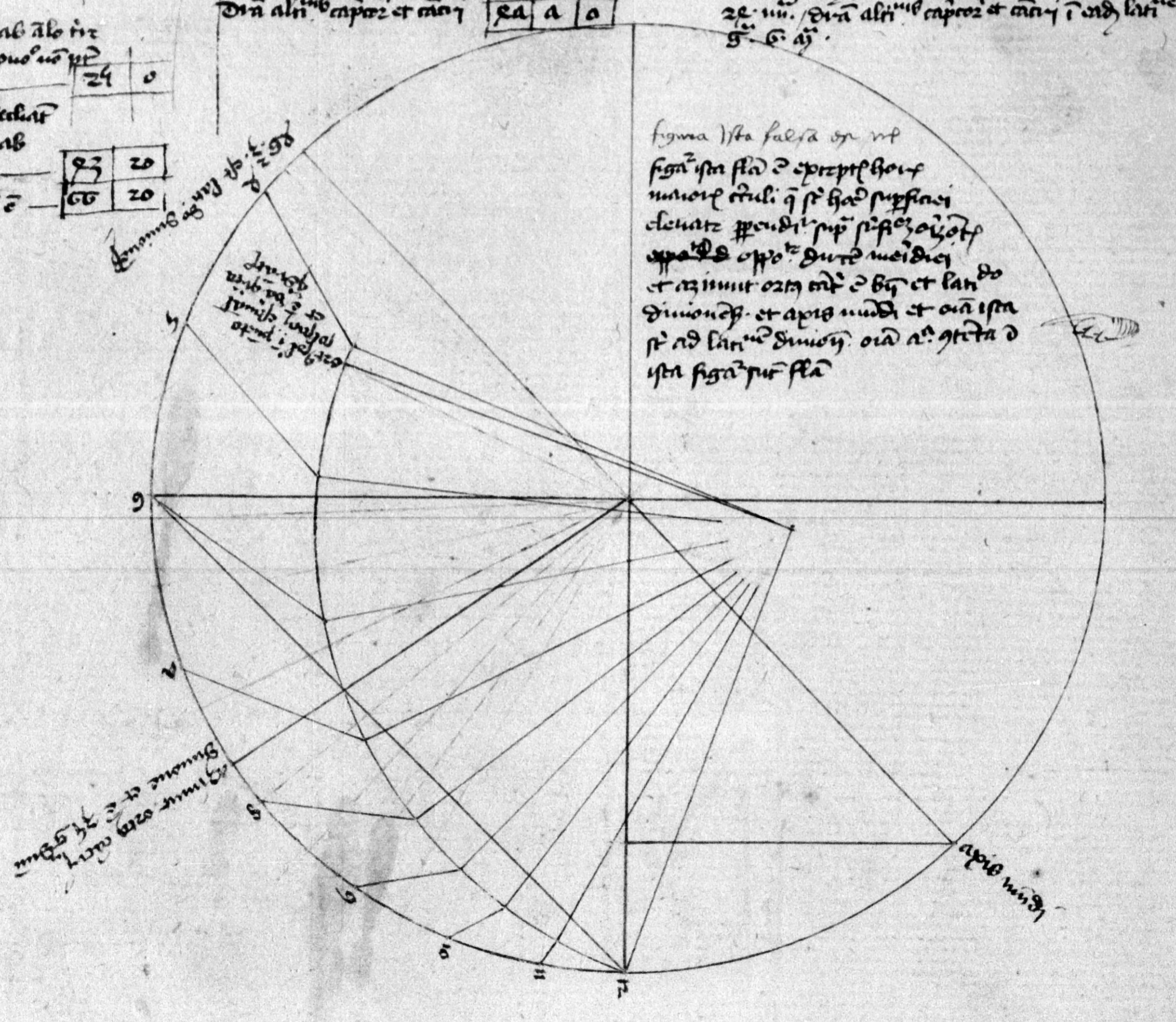
Cadran horizontal pour Dijon, 1446.
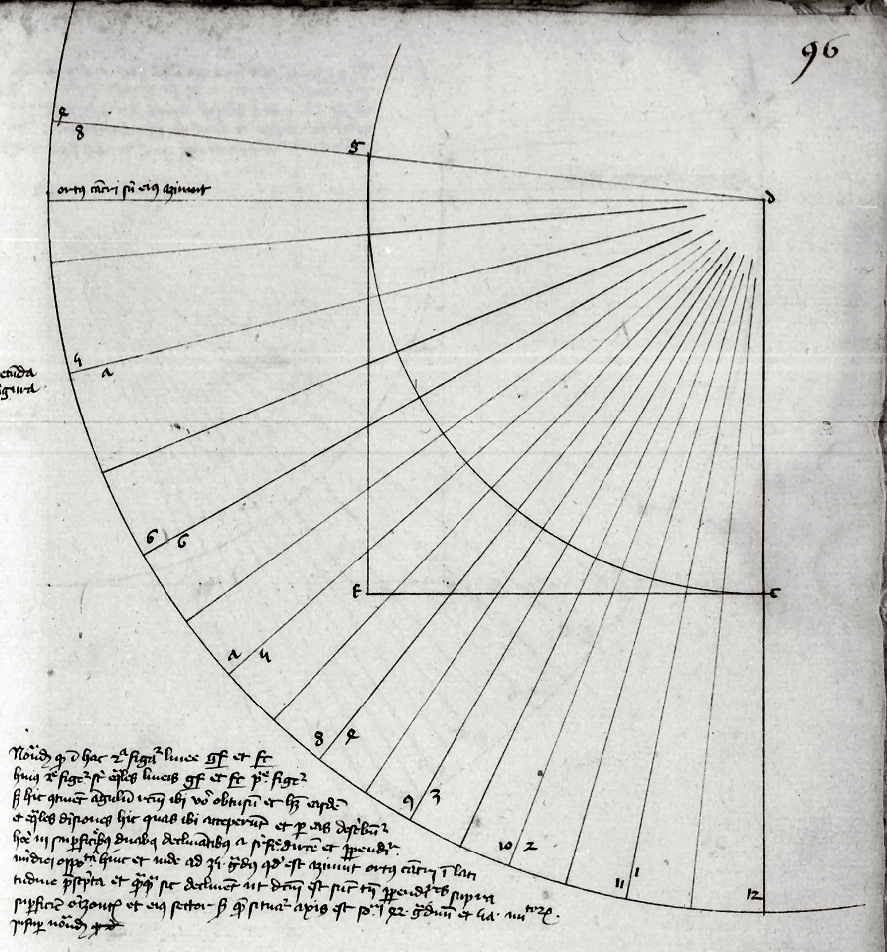
Cadran vertical déclinant pour Dijon.
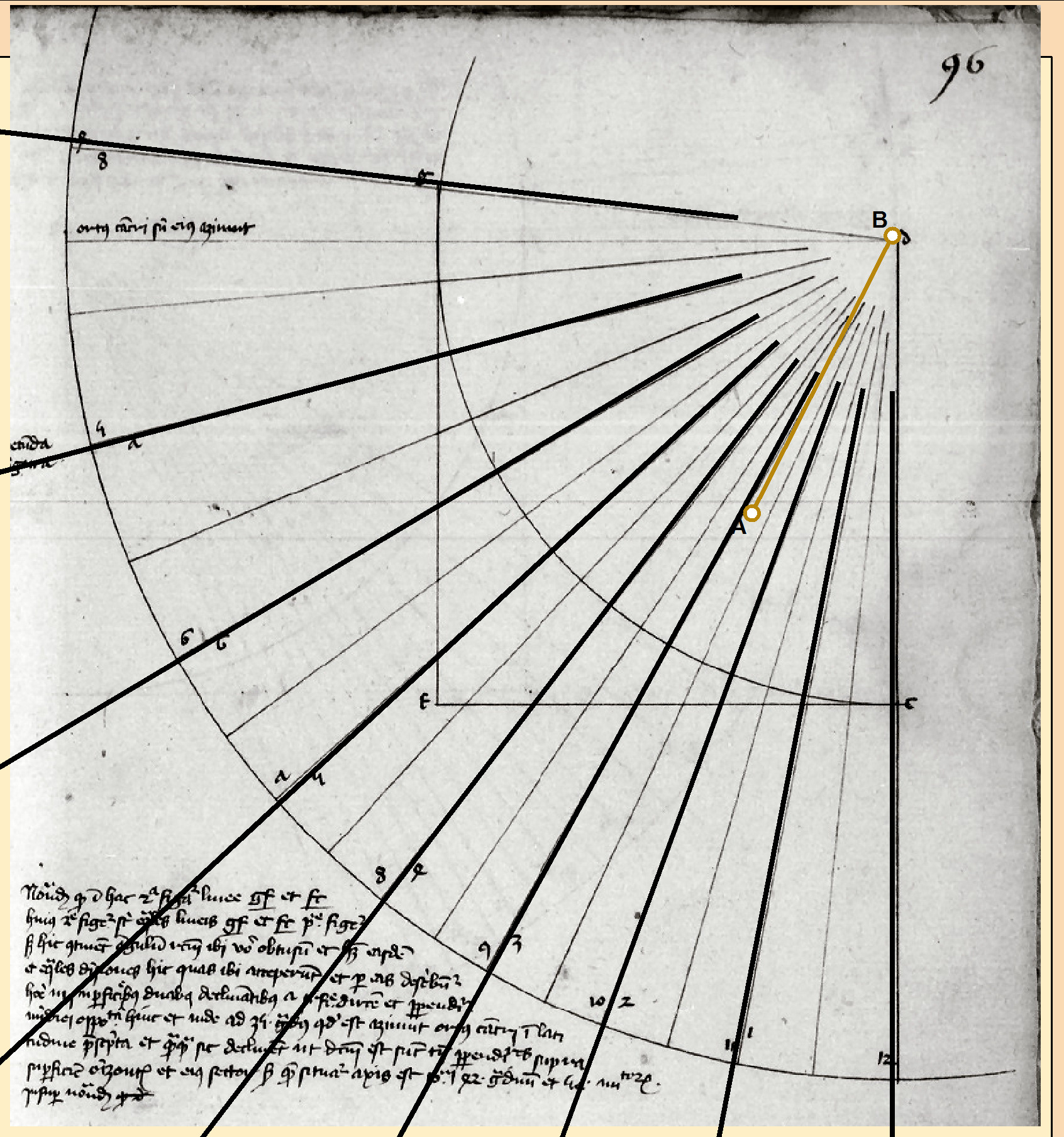
Vérification du tracé du cadran précédent.

### Musique

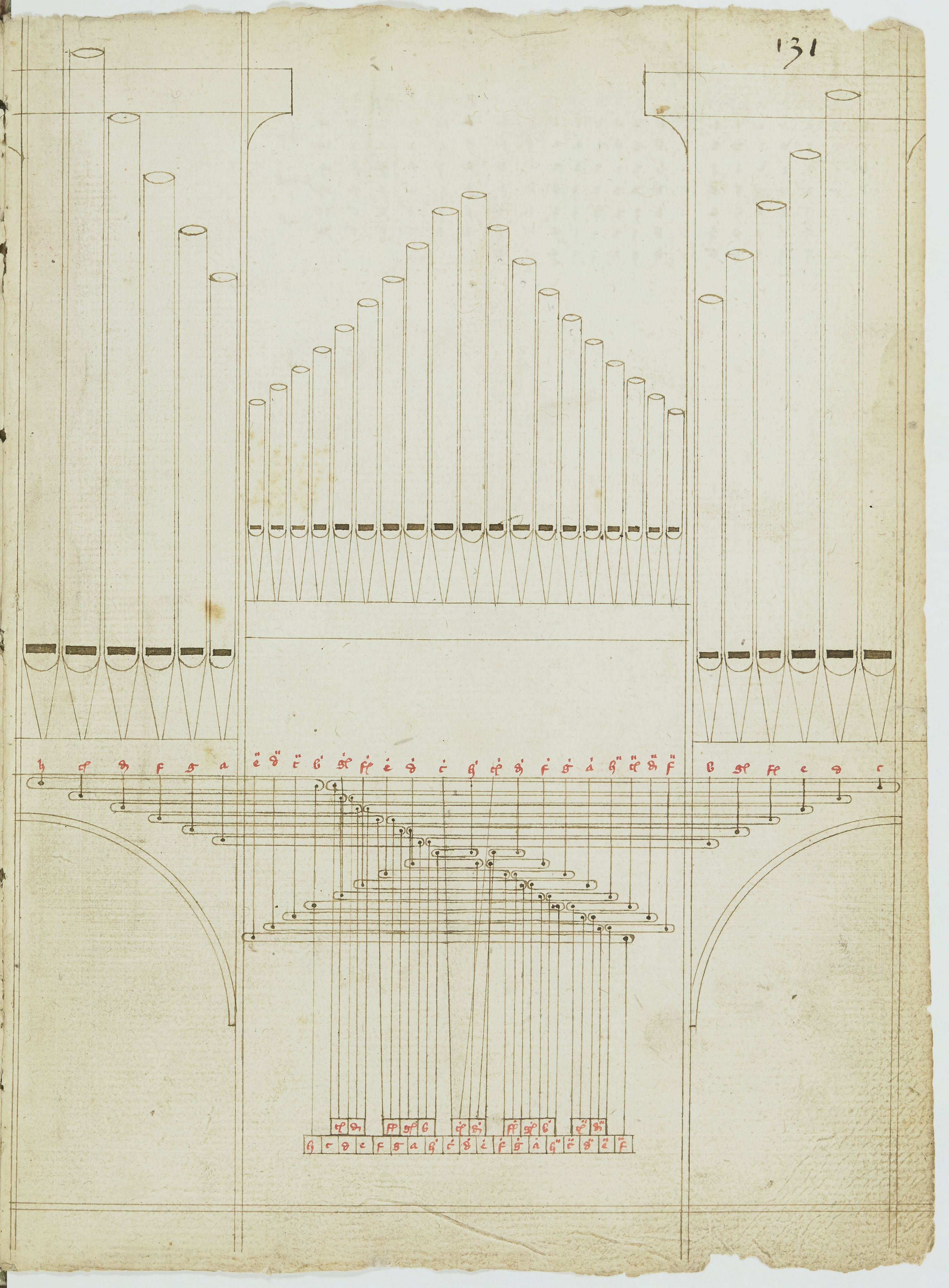
Façade d'orgue, illustration.

C'est vers 1440 qu'Henri Arnault de Zwolle publie, dans un ouvrage en latin, le manuscrit 7295, la première illustration d'un clavecin primitif alors appelé clavicymbalum ou clavicymbolum. Il donne une description détaillée du mécanisme et du fonctionnement de cet instrument à clavier et cordes pincées, avec les relations entre le clavier et les cordes. Il décrit également le luth et le clavicorde.
Son nom est également cité dans des publications qu'il réalisa sur la description des orgues à son époque.

### Autres
En cartographie-géographie, d'après Emmanuel Poulle, il établit la « figure de la rivière Soone » et la délimitation des frontières de la Bourgogne de l'époque.
À la fin du manuscrit lat. 7295, il existe quelques instruments qui peuvent être attribués à la plume d'H. A. de Zwolle (copie ou dessins originaux ?).
Il s'agit d'une polisseuse à bijoux et d'une échelle pliante.